# Tjaraitj
Tjaraitj är en sjö i Jokkmokks kommun i Lappland och ingår i Piteälvens huvudavrinningsområde. Sjön har en area på 0,0447 kvadratkilometer och ligger 369,1 meter över havet.

## Delavrinningsområde
Tjaraitj ingår i det delavrinningsområde (733970-168413) som SMHI kallar för Ovan Bonabäcken. Medelhöjden är 335 meter över havet och ytan är 39,94 kvadratkilometer. Räknas de 14 avrinningsområdena uppströms in blir den ackumulerade arean 237,97 kvadratkilometer. Sikån (Juokeljåkkå) som avvattnar avrinningsområdet har biflödesordning 3, vilket innebär att vattnet flödar genom totalt 3 vattendrag innan det når havet efter 124 kilometer. Avrinningsområdet består mestadels av skog (99 procent). Avrinningsområdet har 0,04 kvadratkilometer vattenytor vilket ger det en sjöprocent på 1,2 procent.